# Qu
El dígrafo qu, compuesto de q y u, se usa en la escritura del aragonés, el catalán, el castellano y el francés para representar el sonido de la consonante oclusiva velar sorda [k], cuando va seguida de e e i, como en «querer» o «química». 
En estos idiomas, q- rara vez se usa sin -u-, aunque hay excepciones, como «Qatar», ya que en la transcripción árabe-español, la q se usa para representar la oclusiva uvular sorda, igual que en el AFI: /q/.
En inglés también se usa en algunas palabras, como queen (/ˈkwiːn/, «reina»), kumquat (/ˈkʌmkwɒt/ «kumquat»), aquarium (/əˈkwɛriəm/ «acuario»)... nótese cómo en inglés sí se pronuncia la u y sí que puede precederse de otras vocales.

## Historia
En el latín clásico se usaba la letra c para representar /k/ delante de todas las vocales. Por ejemplo, centum /'kentum/, circus /kirkus/... en cambio, la letra q solo se usaba en latín seguida siempre de u y equivalía a /kw/, como en quasi /'kwasi/, quercus, /'kwerkus/, liquidus /líkwidus/...

## Reglas para su uso ortográfico
Se escriben con qu:
- Antes de las letras E, I; queso, quién, qué, quiebra, quetzal.
  - Se incluyen derivados, compuestos o conjugaciones de palabras que llevan C antes de A, O, U; tocar - toque, toques, toquen, toquéis, toqués. barco - barquillo.